# 65675 Мор-Грубер
65675 Мор-Грубер (65675 Mohr-Gruber) — астероїд головного поясу, відкритий 11 січня 1989 року.
Тіссеранів параметр щодо Юпітера — 3,186.